# 克拉斯諾達爾1號站
45°20′43″N 42°49′35″E / 45.3454°N 42.8263°E
克拉斯諾達爾1號站（俄语：Краснодар-1）是俄羅斯南部城市克拉斯諾達爾的主要火車站，於1889年首次啟用。車站大樓於21世紀初全面翻修，車站有開往俄羅斯所有地區以及白俄羅斯、烏克蘭和阿布哈茲的火車。